# Giulio Rosati

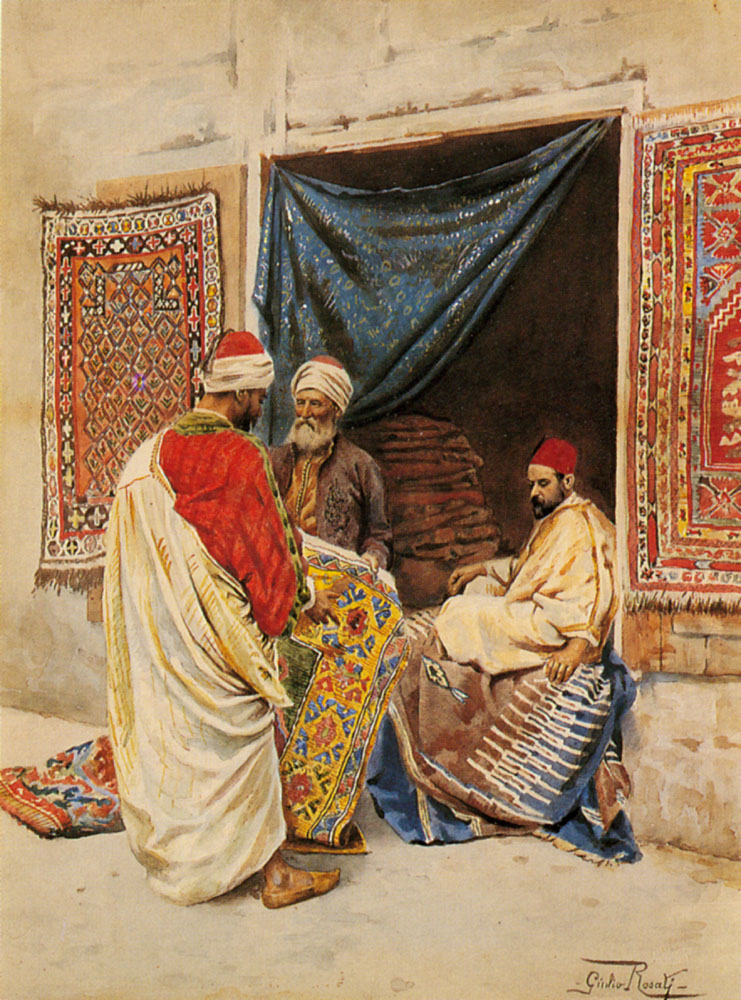
Il mercante di tappeti

Giulio Rosati (Roma, 1858 - Roma, 1917) fue un pintor académico italiano, sobre todo orientalista, que pertenece a la llamada scuola italiana.

## Biografía
Rosati estudió dibujo y pintura en Roma, en la Accademia di S. Luca desde 1875, y tuvo como maestros a los académicos Dario Querci y Francesco Podesti, y al pintor español Luis Álvarez Catalá.
El orientalismo, en tanto elección de temas y gusto pictórico, pronto se convirtió en su tema favorito, en particular lugares y personalidades del Magreb, de los que pintó unos personajes muy coloridos, como si llegaron de una historia de aventuras. Nunca viaó a los lugares que pintó, y su documentación, por lo tanto, no procedía de la experiencia directa, si no de las fotografías u objetos que se podían encontrar en esos años en Roma, donde residió.
Rosati pintó al óleo, pero con mucha más frecuencia y efizcamente a la acuarela, técnica que llegó a dominar. Fue uno de los pintores orientalistas más prolíficos del período en el cambio del siglo XIX-XX.
Su hijo Albert (1895-1971) fue también un destacado pintor de paisajes.

## Obras

### De tema oriental
- Beduini che preparano un raid
- L'esame della sciabola
- La scelta della favorita
- Una nuova arrivata
- Selezione della favorita
- Un campo nel deserto
- Una sosta nel deserto
- Un mercato arabo
- Un mercante di tappeti
- Una spedizione coronata dal successo
- I Venditori di tappeti
- Una partita di moultezim
- Un cavaliere si arresta davanti a un accampamento di beduini
- La discussione

### De tema europeo
- Il matrimonio nel 1700
- I giocatori di scacchi

## Galería de imágenes

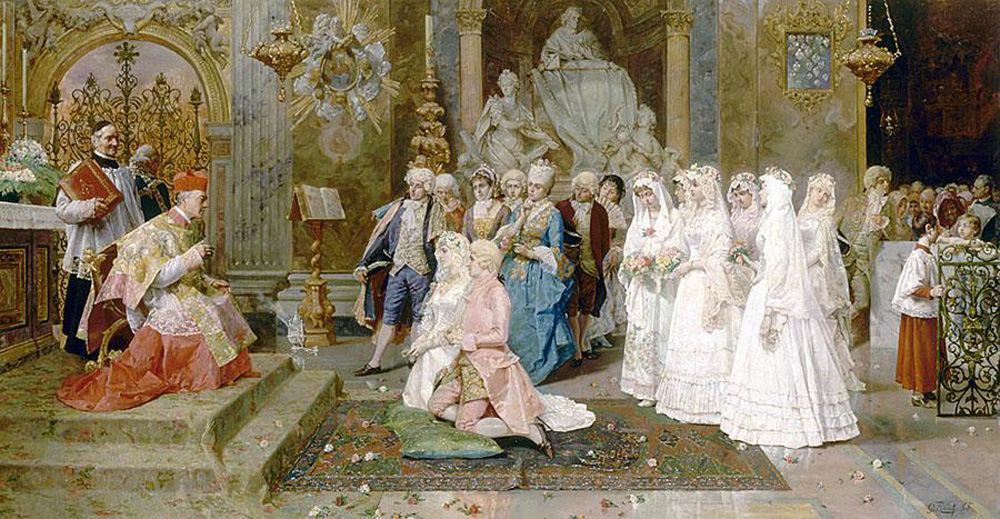
Il matrimonio nel 1700
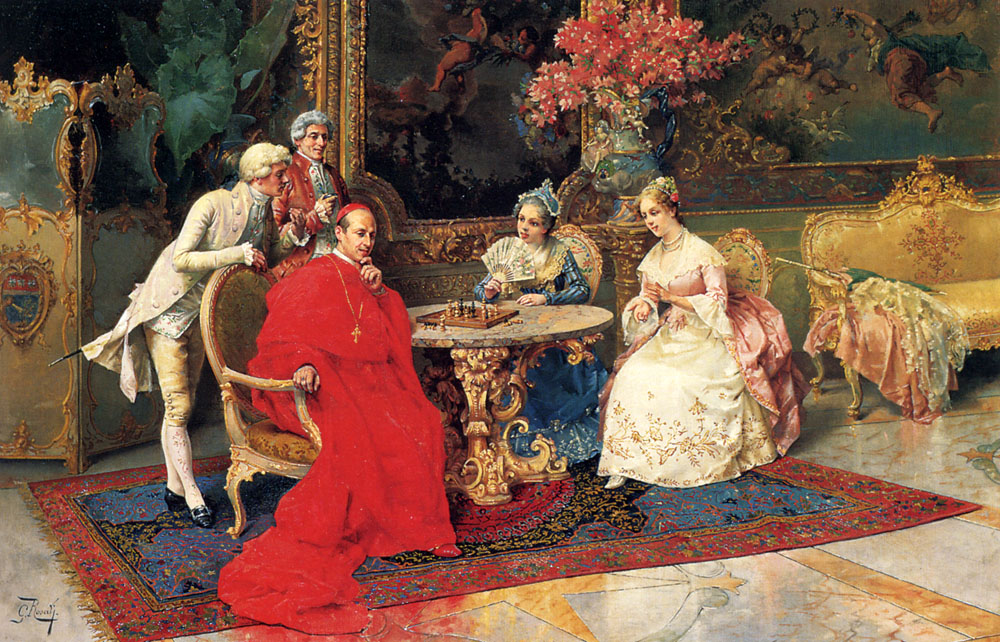
I giocatori di scacchi
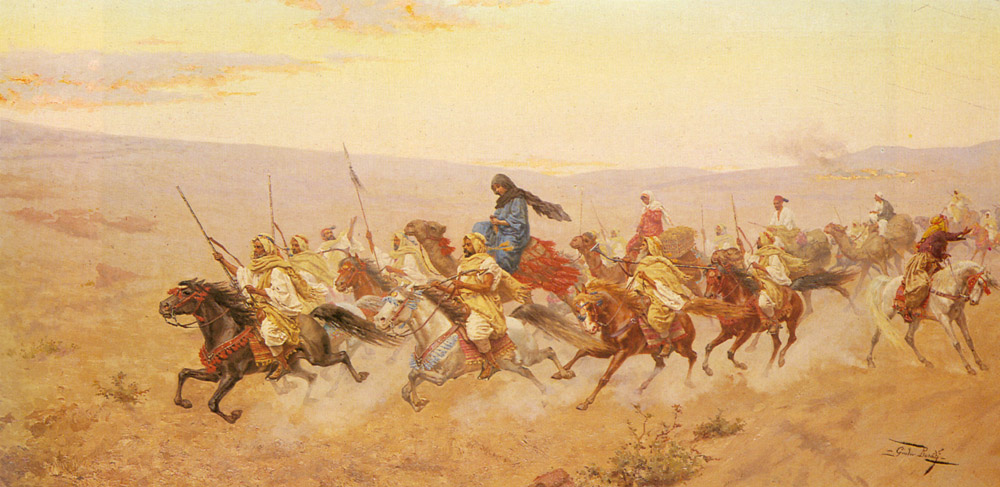
Una spedizione di successo
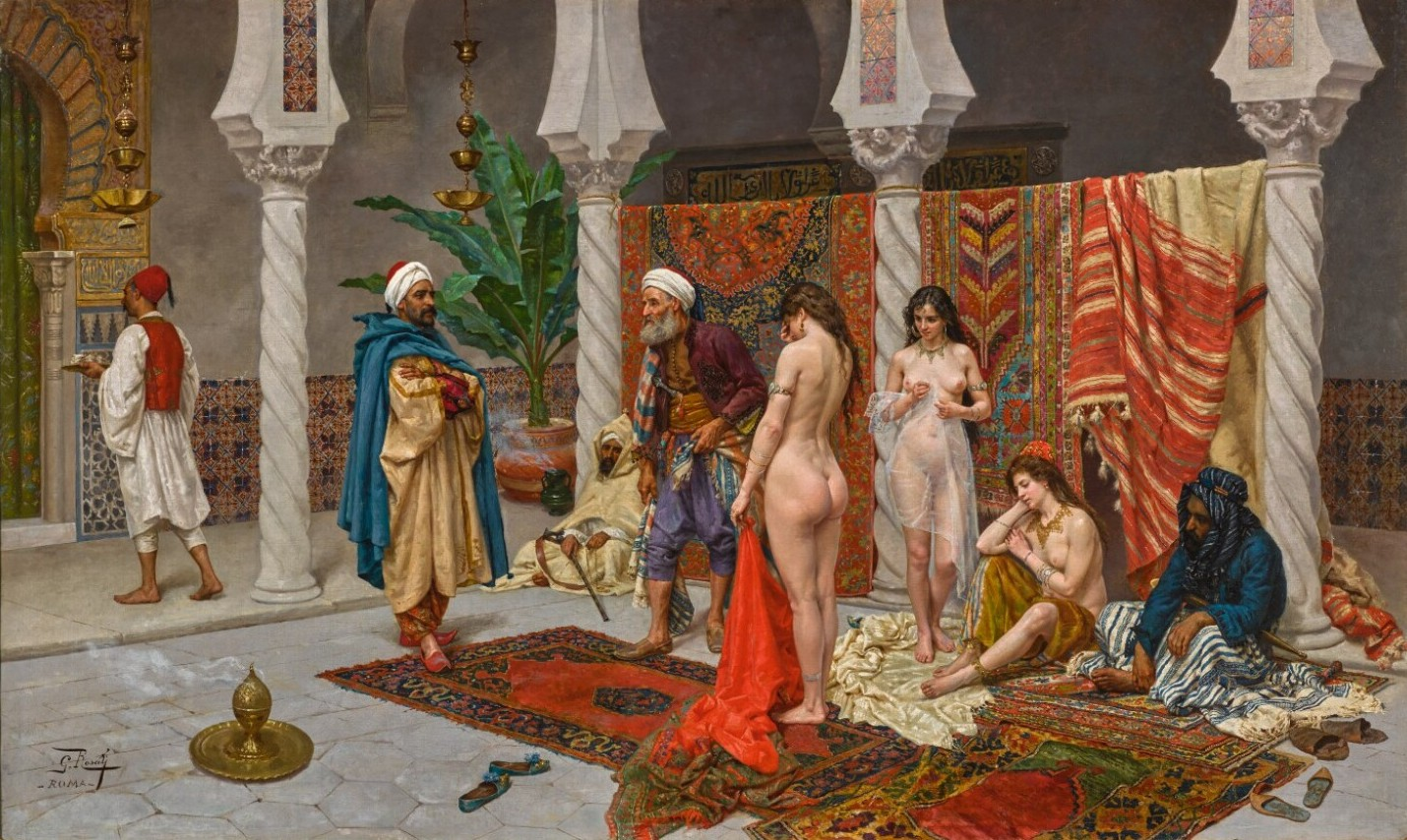
Ispezione di una nuova arrivata nell'harem
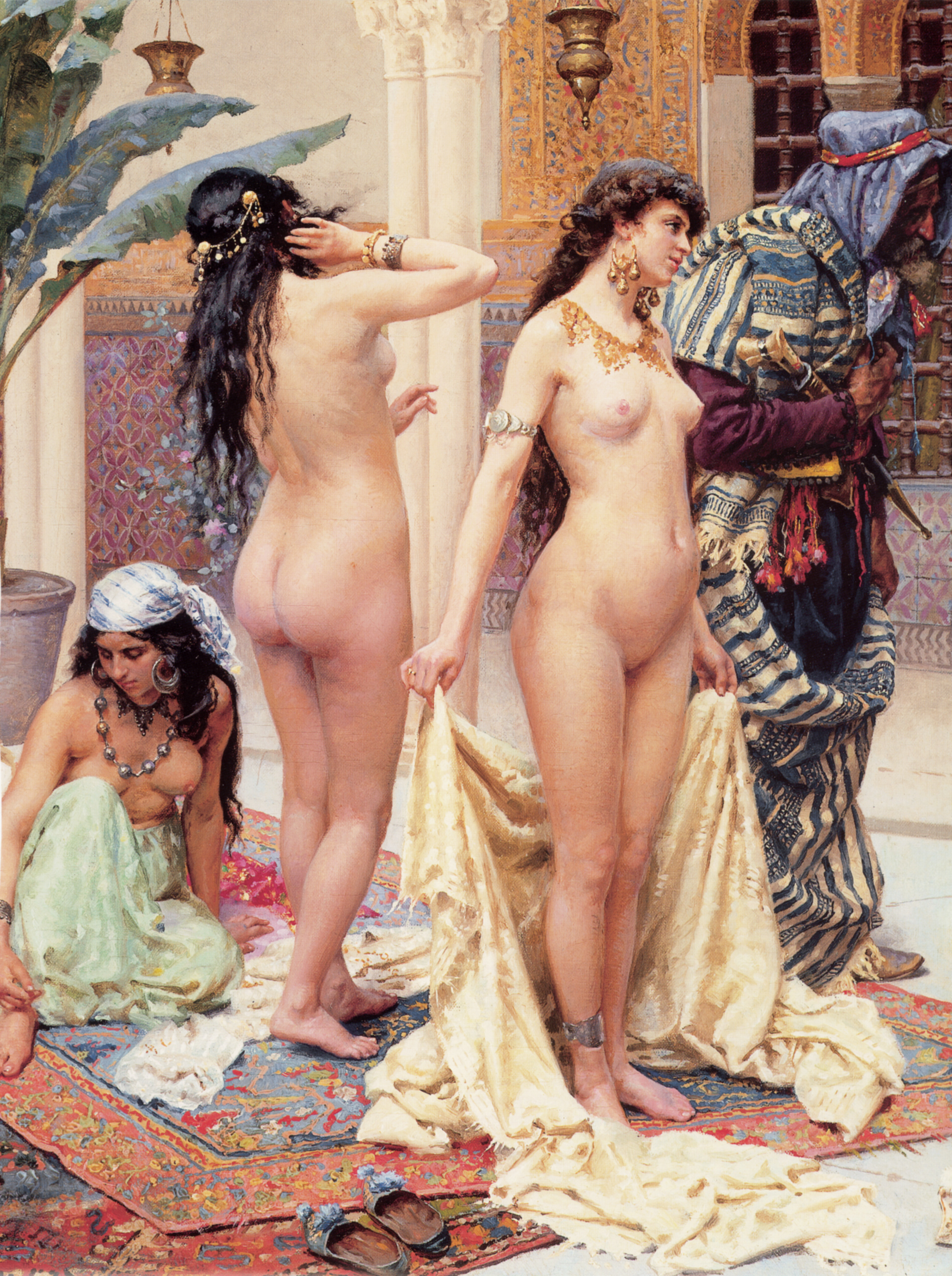
Selezione della favorita
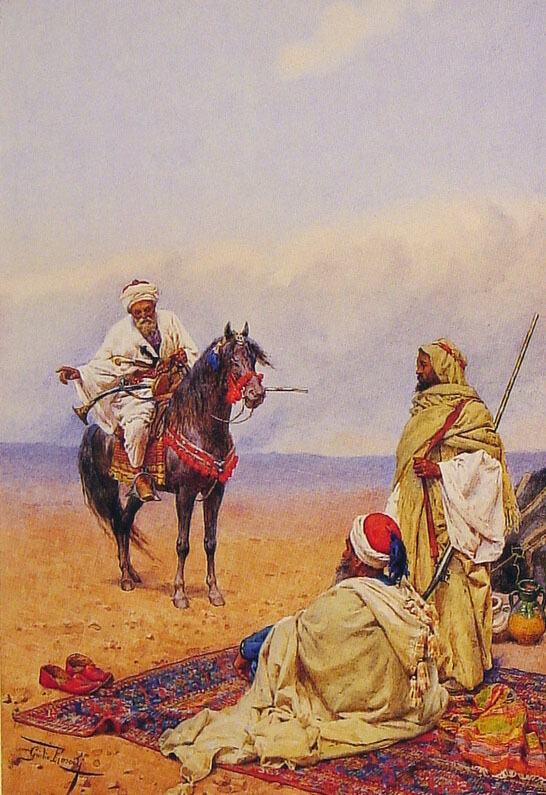
Un cavaliere si arresta davanti ai beduini
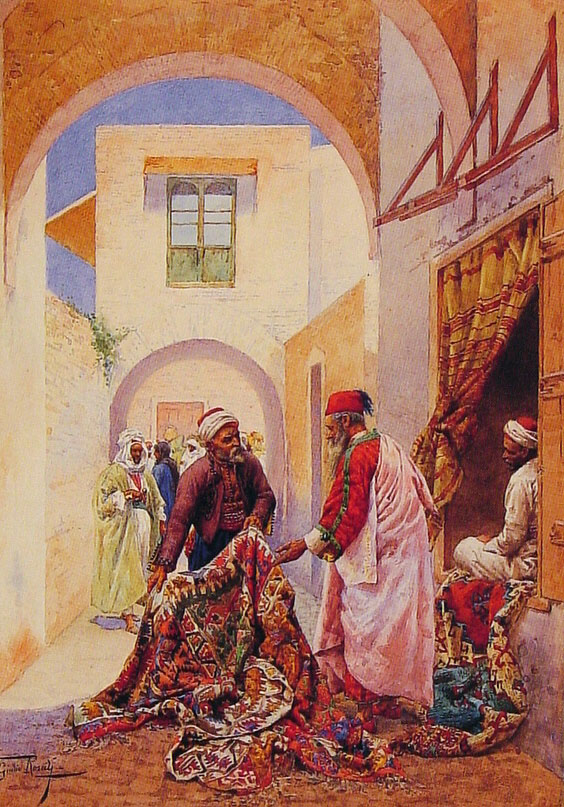
Mercanti di tappeti
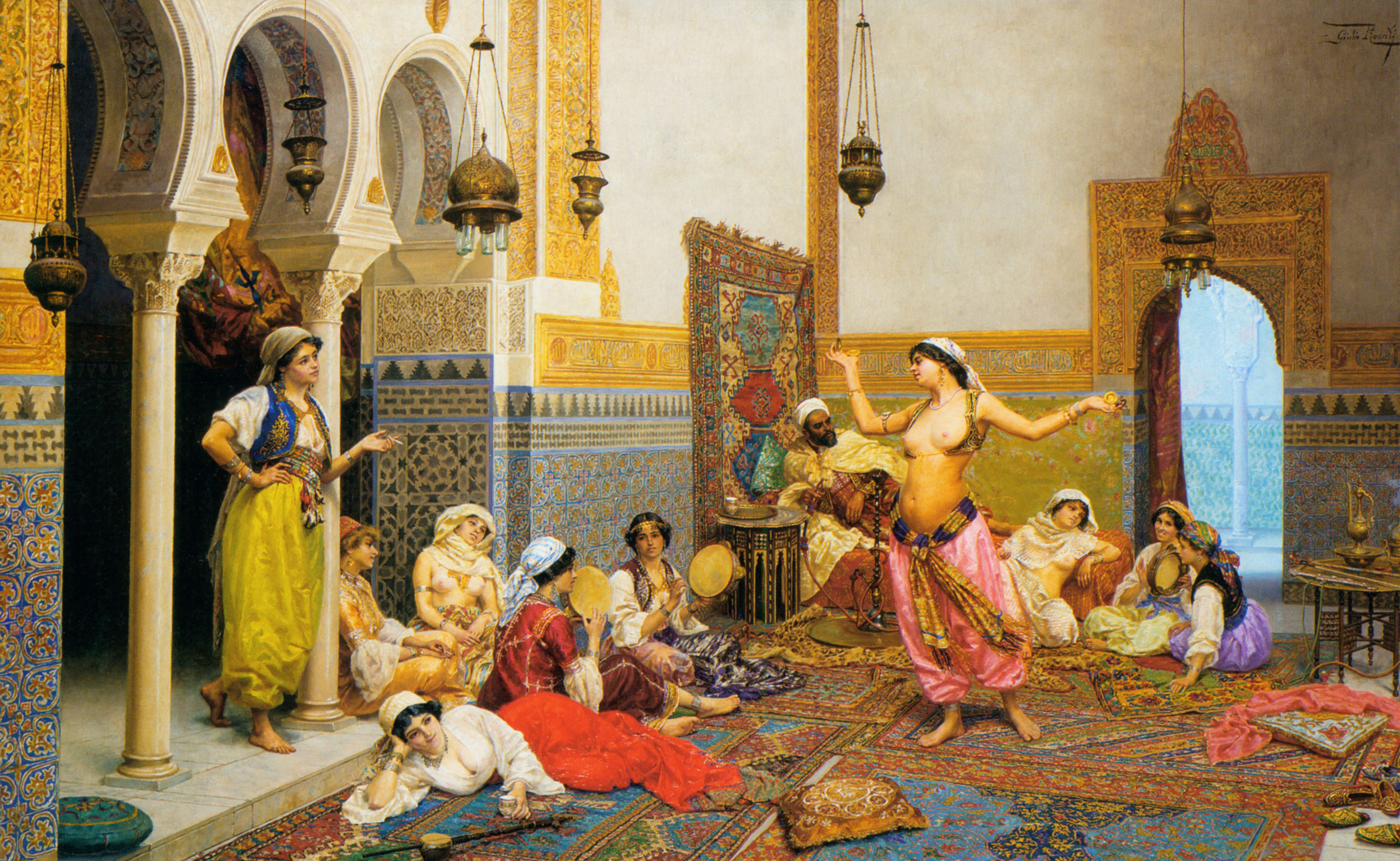
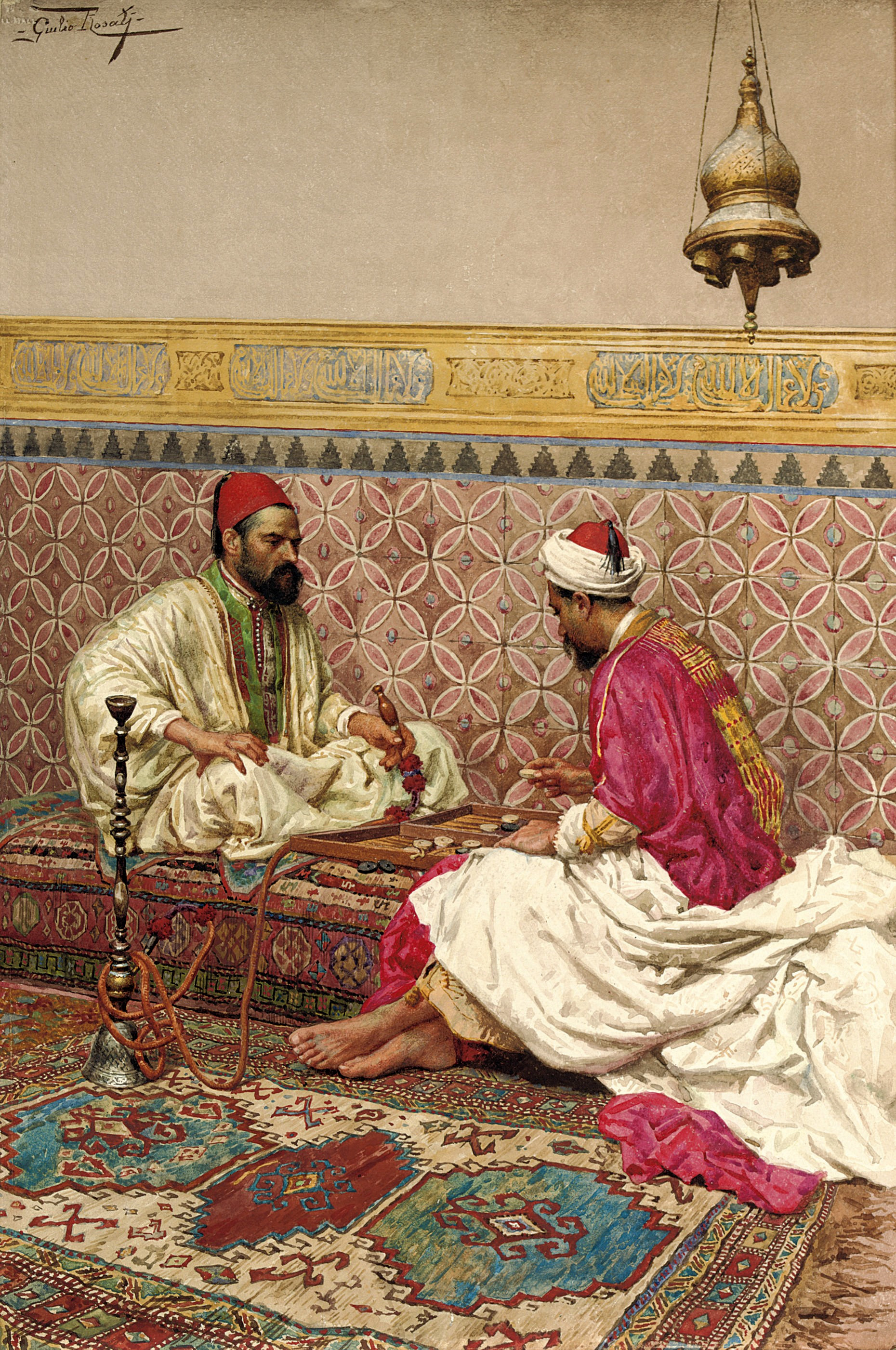
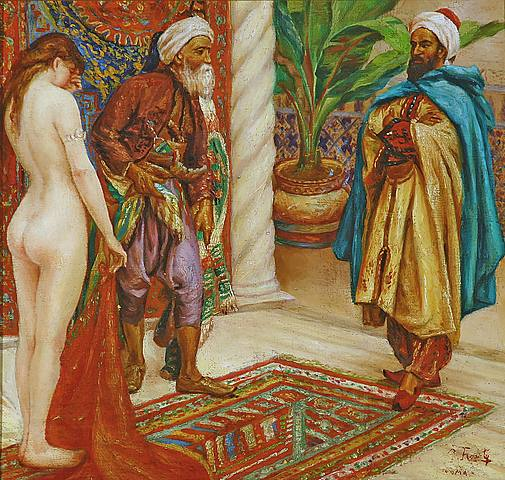
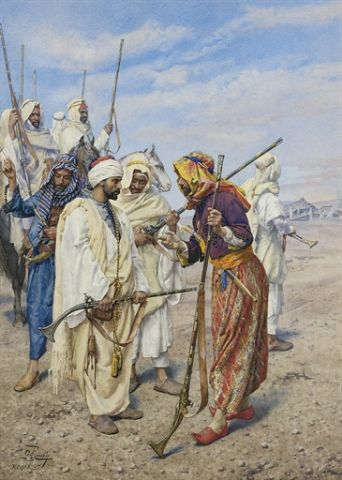
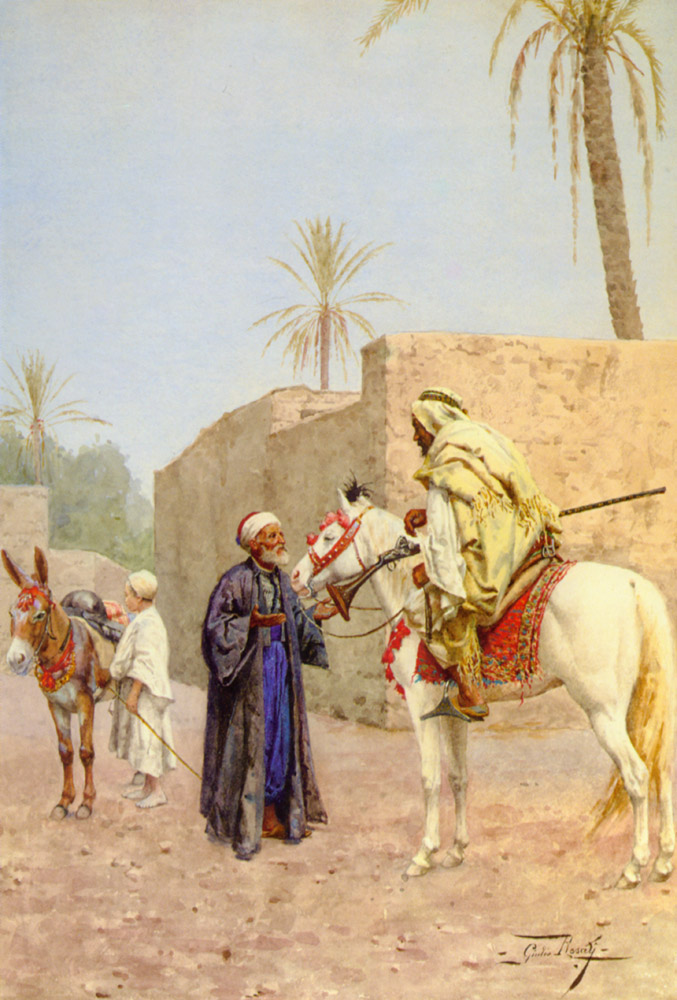
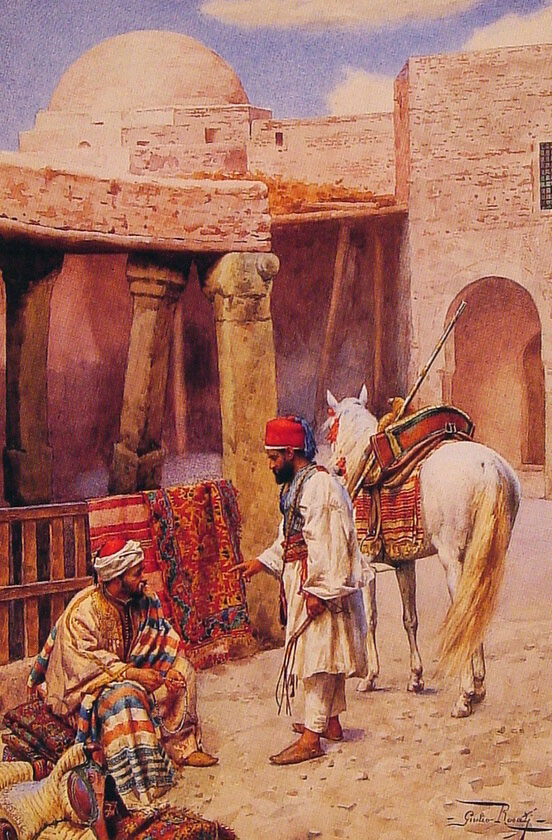
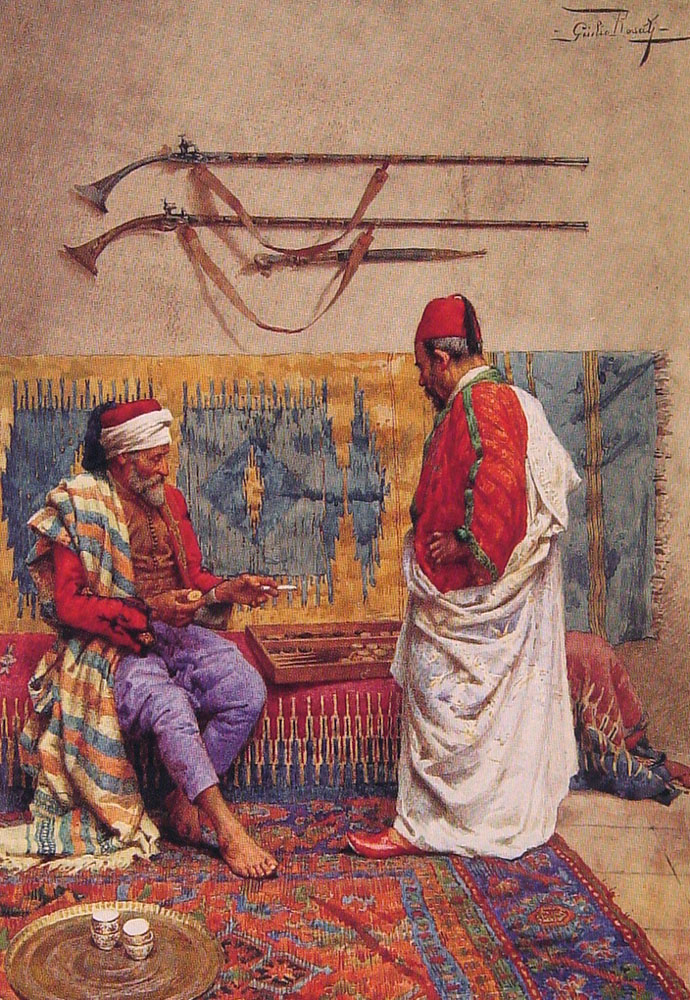
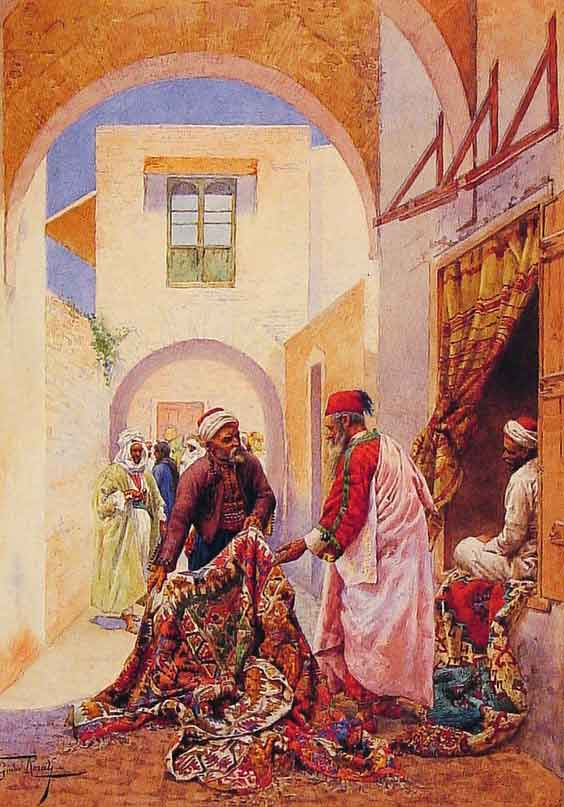
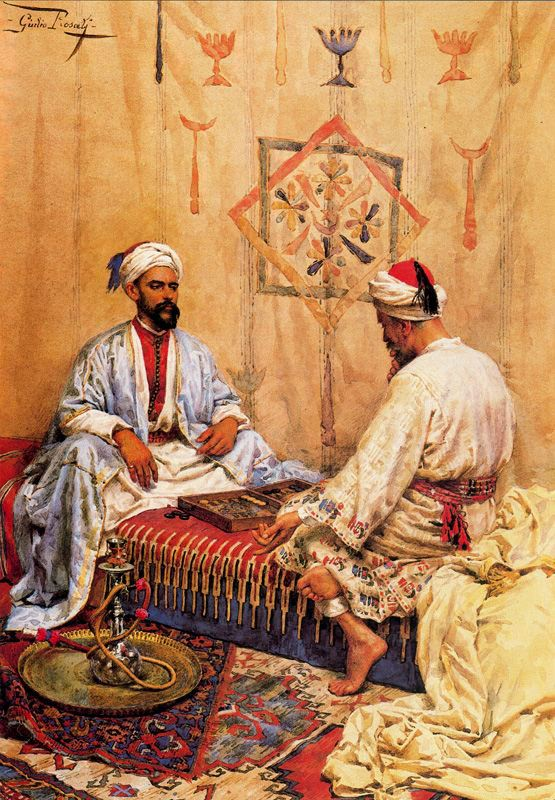
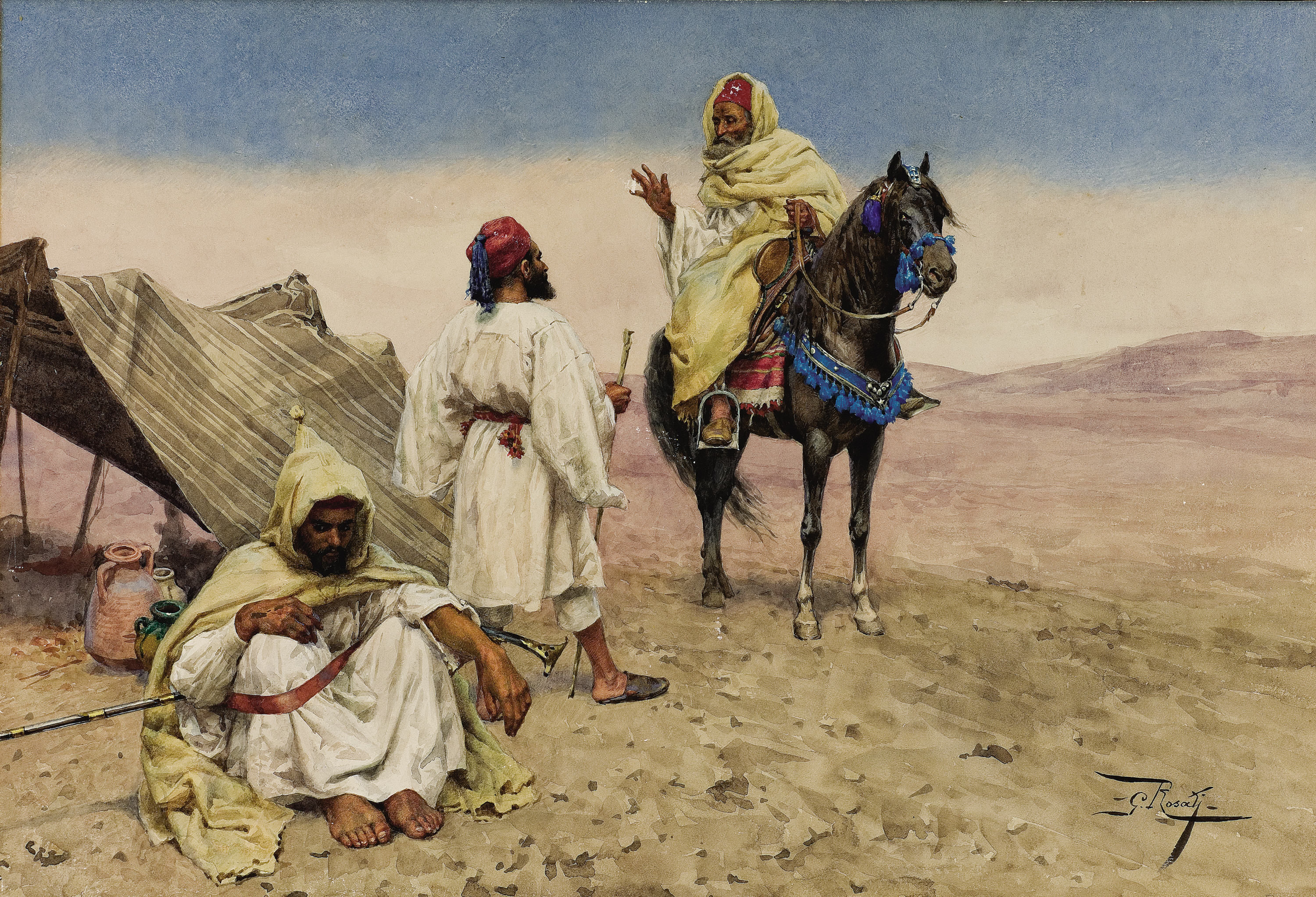
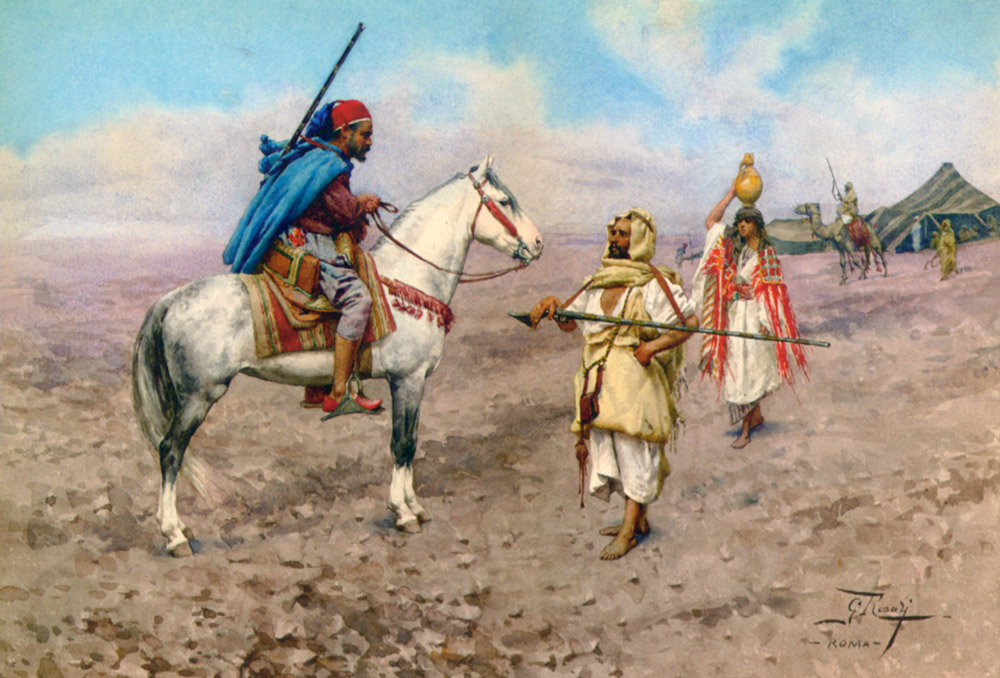
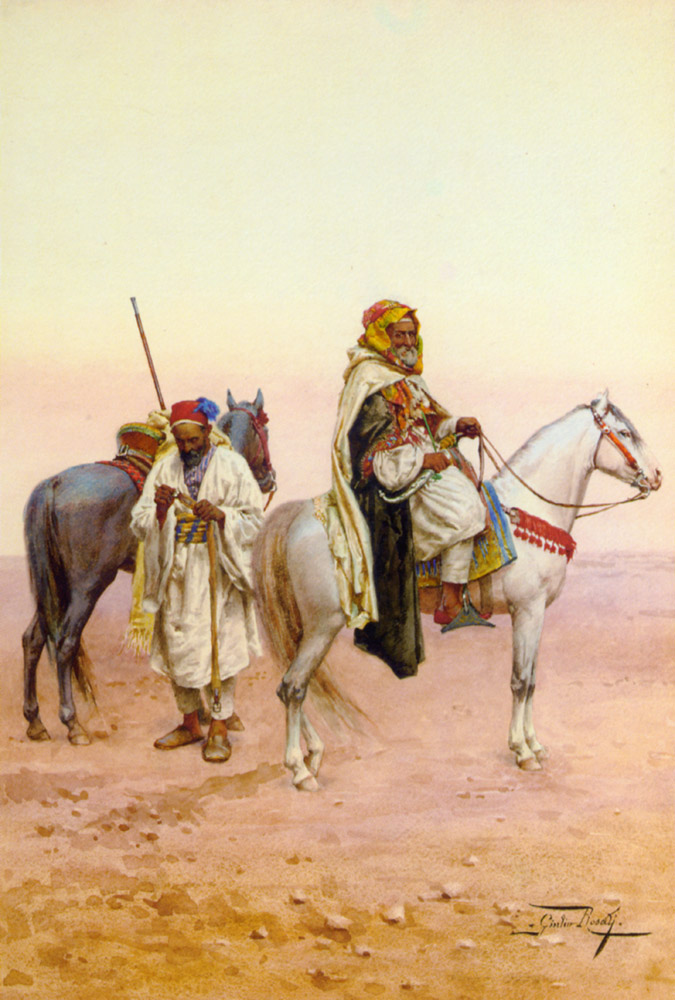
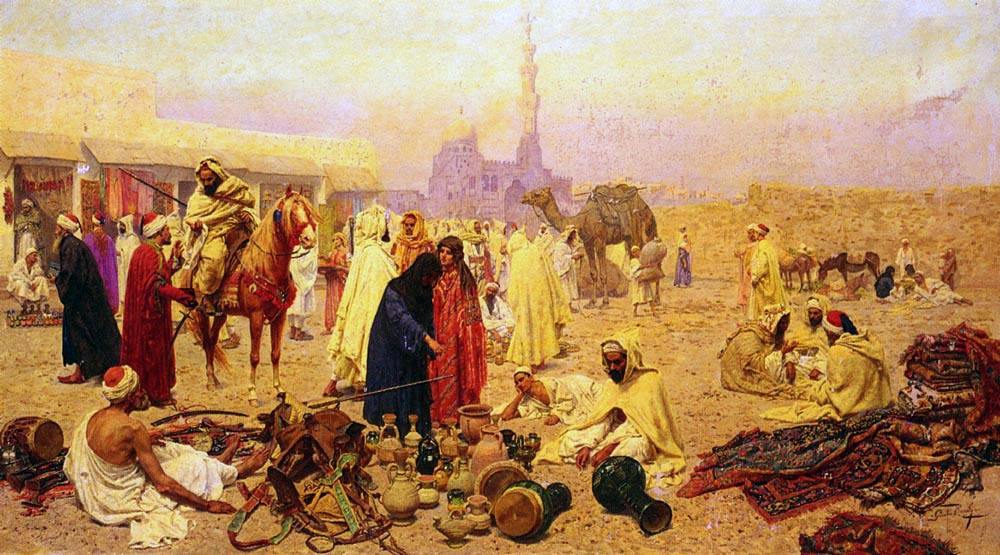